# Monte Ortobene
(Lettera di Grazia Deledda (Premio Nobel per la letteratura nel 1926) a Salvator Ruju, Nuoro, 5 settembre 1905)
Il monte Ortobene (in sardo nuorese: Orthobène) è un'antica altura granitica, che si eleva ad est della città di Nuoro.
È alta 955 metri sul livello del mare (la vetta è detta Cùccuru Nighèddu). Sul cocuzzolo visibile dalla città, a quota 925 metri, si può ammirare la grande statua del Redentore, opera bronzea dello scultore Vincenzo Jerace, che venne innalzata nel 1901 in occasione della celebrazione del giubileo. Il 29 agosto di ogni anno vi si celebra una messa solenne che conclude una sagra ricca di fascino soprattutto per la sfilata dei costumi, canti e balli tradizionali a cui partecipano tutti i paesi della Sardegna.
L'Ortobene è la montagna dei nuoresi che la visitano per scampagnate e passeggiate o giochi all'aperto. Si sale verso la cima percorrendo la strada provinciale 42 che parte dalla Chiesetta della Solitudine. Arrivati a un bivio la strada si divide in due formando un anello che conduce a tutte le principali località situate sul monte.
Di rilevante interesse turistico è la cosiddetta "sa conca"  o "il fungo", situato sul ciglio della strada che porta al parco di Sedda Ortai; si tratta di un ovile ricavato all'interno di una enorme roccia, unico in Sardegna. Nelle rocce del monte Ortobene è anche possibile effettuare scalate, vi è anche la presenza di sentieri segnati dalla forestale facilmente percorribili per gli appassionati di "scampagnate".
Scendendo dal parco del Redentore nel versante opposto alla città si ha una stupenda vista panoramica sulla vallata e sui monti di Oliena, e nei giorni senza foschia è possibile vedere il mare della Baronia in lontananza.

## Località

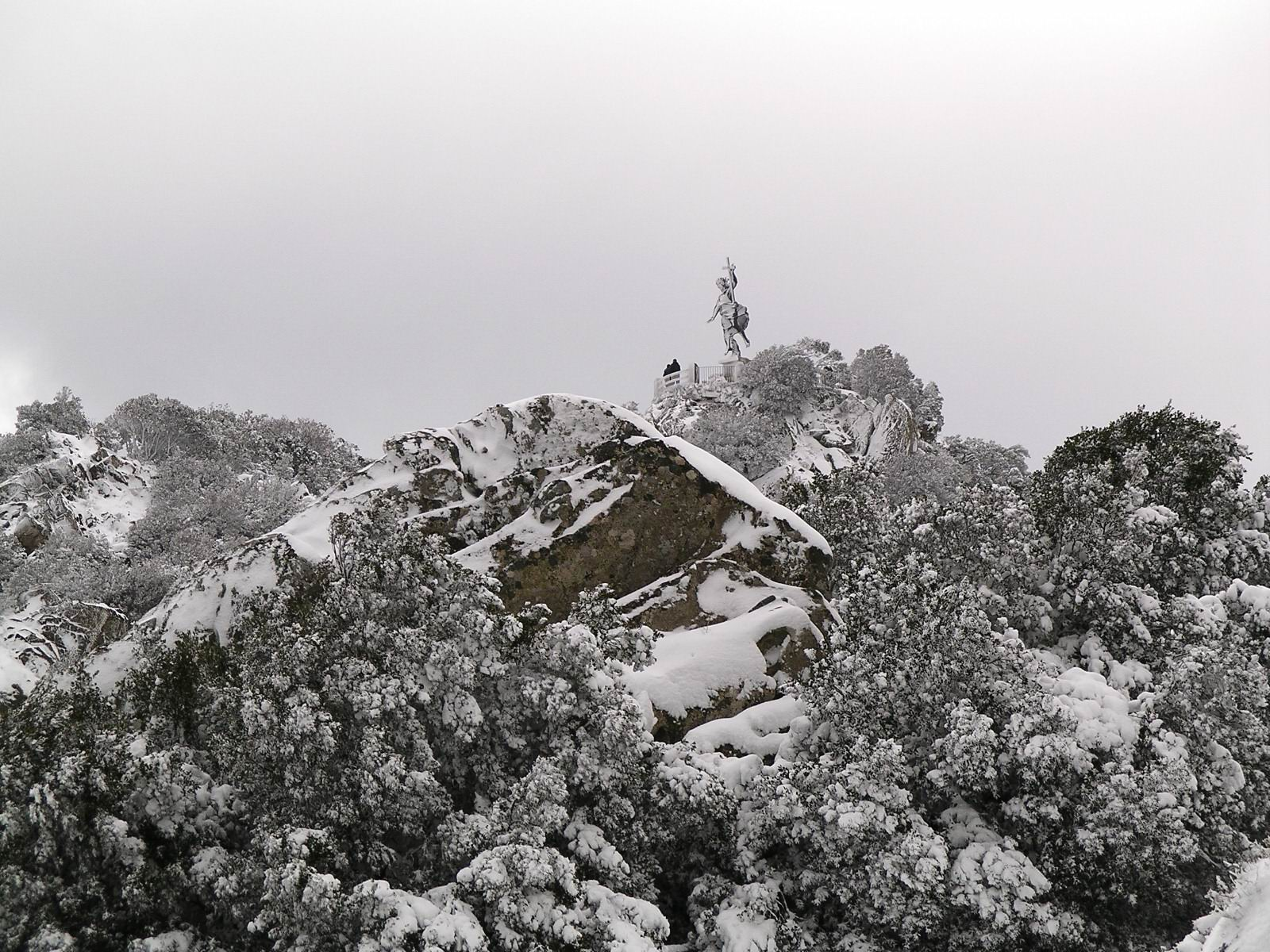
La statua del Redentore - febbraio 2005

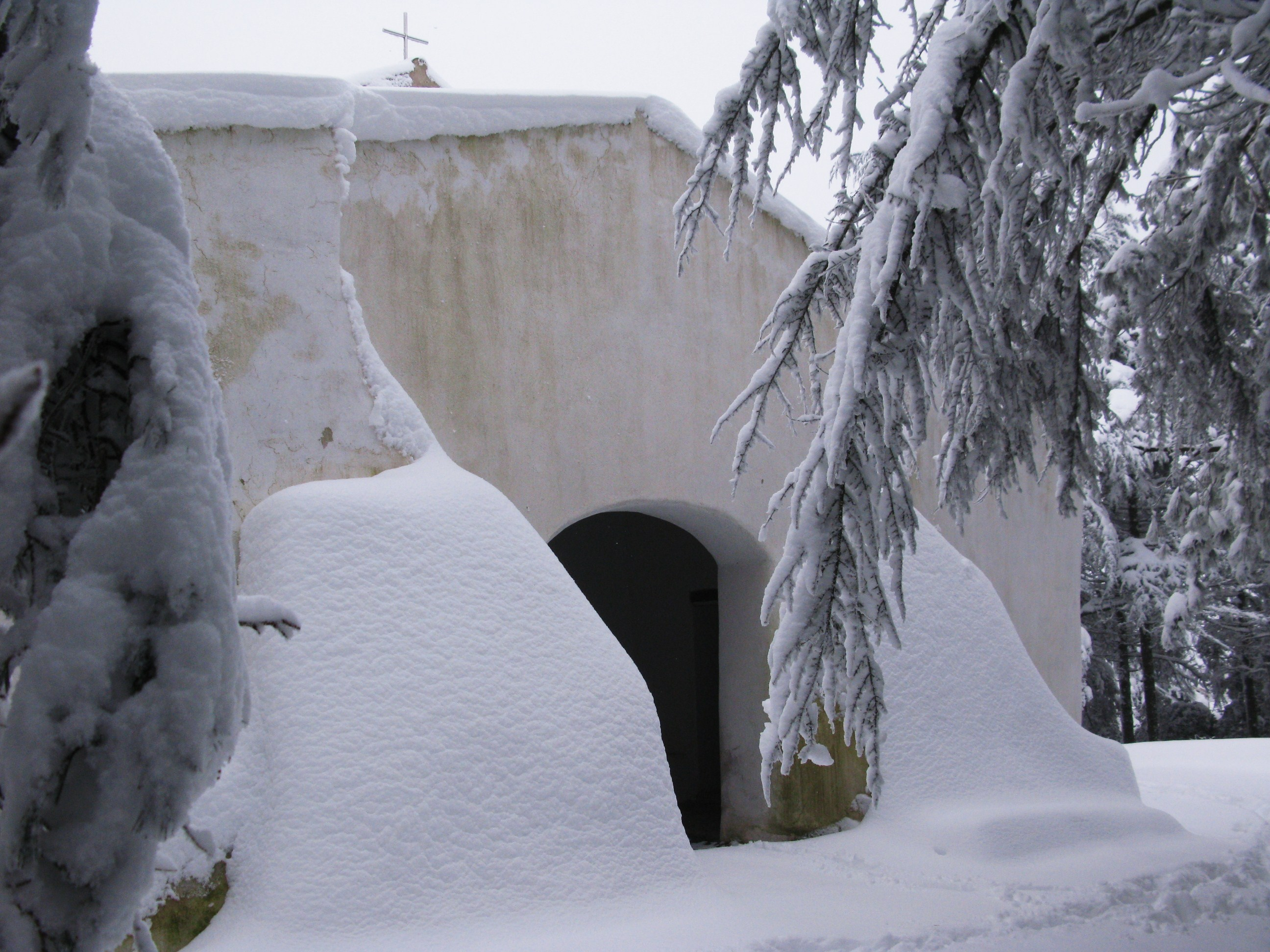
Chiesa della Madonna del Monte Nero (Virgin 'e monte)

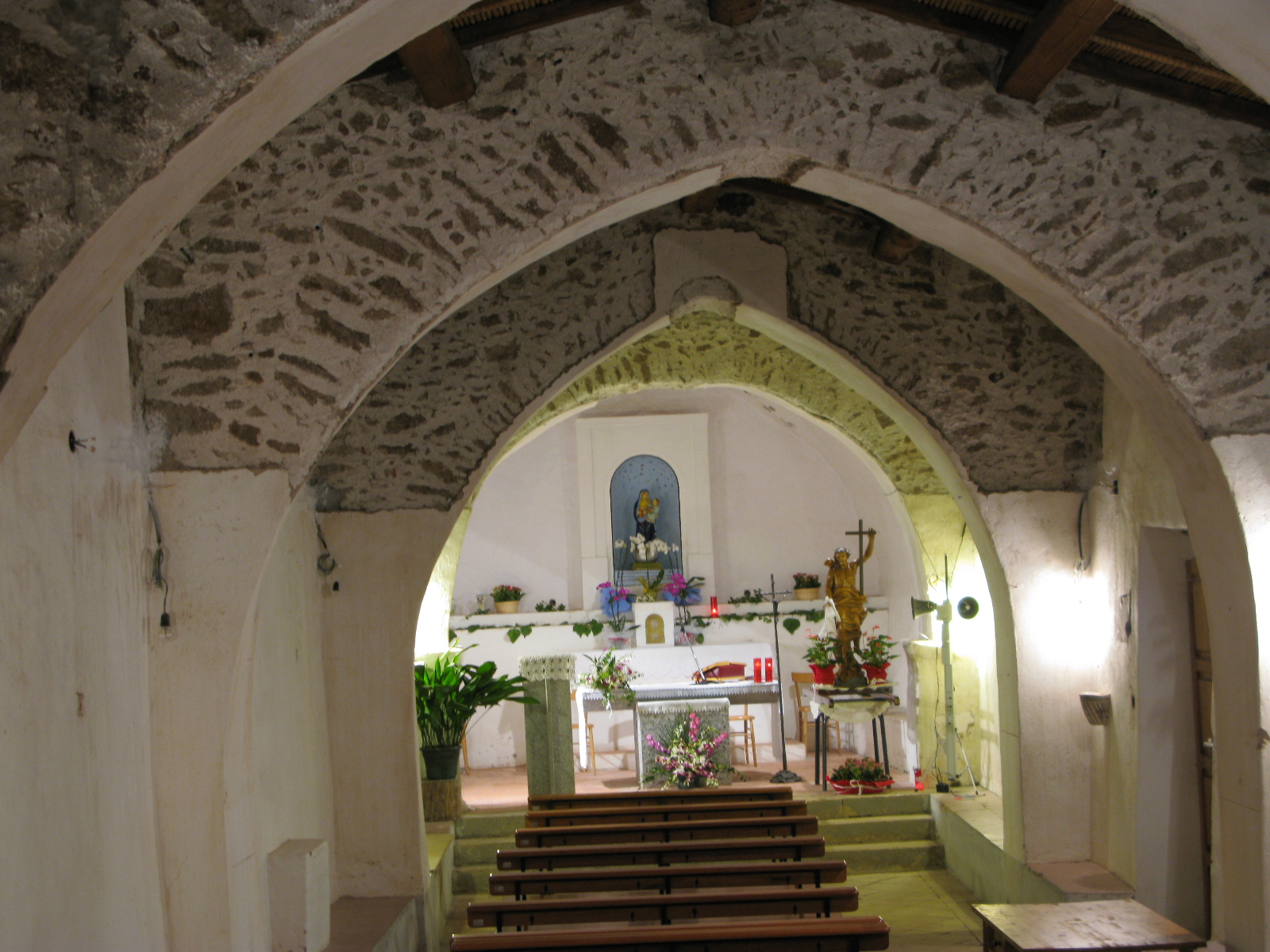
Chiesa della Madonna del Monte Nero - interno

I parchi principali sono due: Sedda Ortai (altitudine media: 740 m slm, estensione: 15.69.27 ha di cui bosco di pino e leccio 14.23.34 ha) con la pista ciclabile e la pista di pattinaggio, e il parco del Redentore. Altre località rilevanti sono Farcana con la piscina comunale all'aperto e il maneggio (già campo di calcio in terra battuta), e Solotti che in passato ospitava una colonia estiva per ragazzi, di cui rimangono soltanto dei ruderi, alcuni ristrutturati di recente ed oggi sede del Ceas di Nuoro, Centro di Educazione Ambientale ed alla Sostenibilità.
Non lontano da Solotti, nel lato opposto della strada, si trova la Casa Diocesana "Centro Giovanile San Giovanni" (comunemente detta "Casa del Vescovo"), utilizzata per incontri e ritiri spirituali. Vi sono inoltre numerose fonti, anche se la maggior parte sono attualmente prosciugate. Sulla cima del monte, nel rilievo alle spalle della Statua del Redentore, sono collocate le antenne dei ripetitori radiotelevisivi.
Ai piedi del monte, nelle località Borbore, "Janna Bentosa", "Maria Frunza", si trovano varie domus de janas (letteralmente "case di fate"), tombe risalenti al neolitico.

## Flora

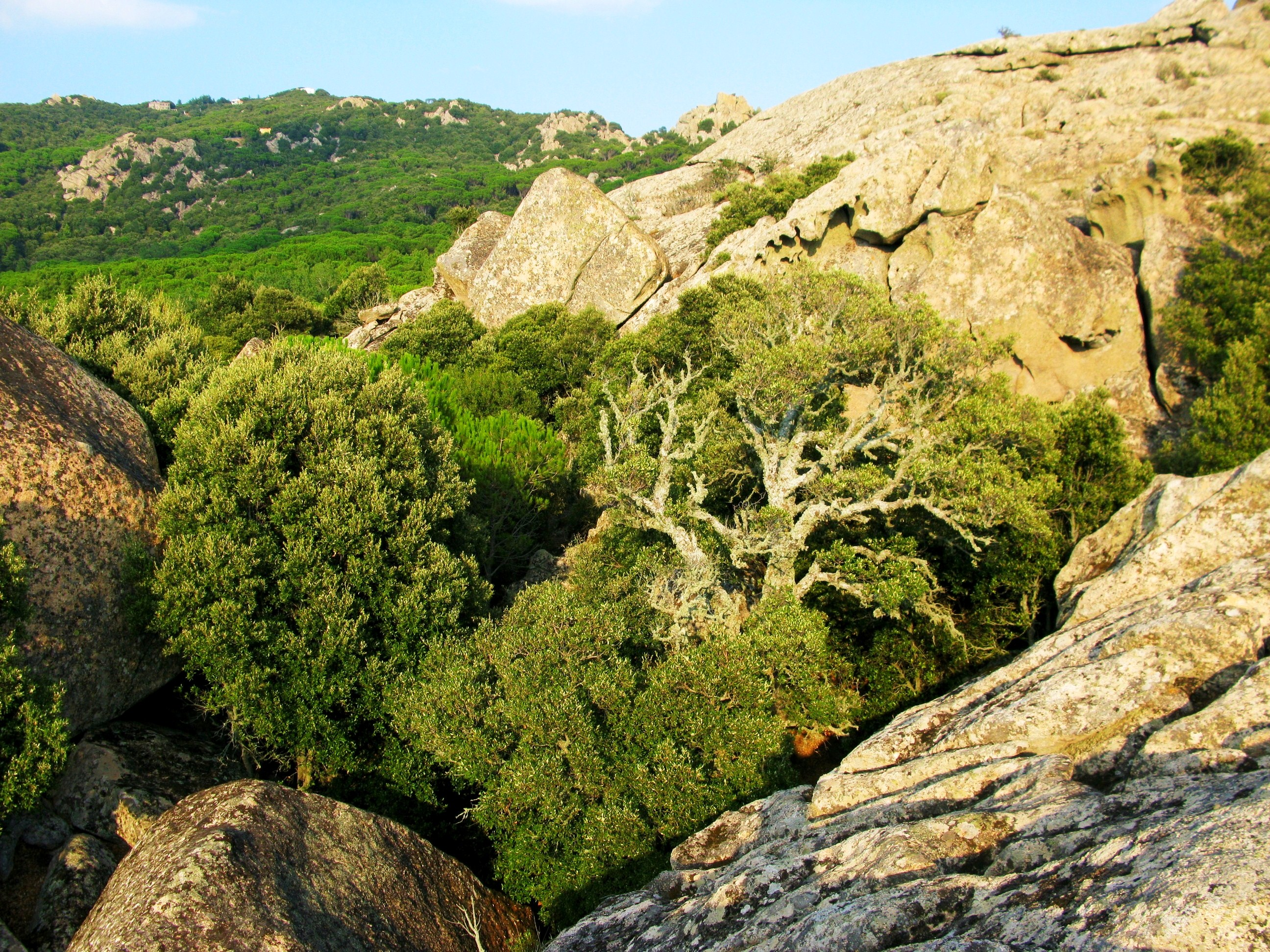
M. Ortobene - lecci e graniti

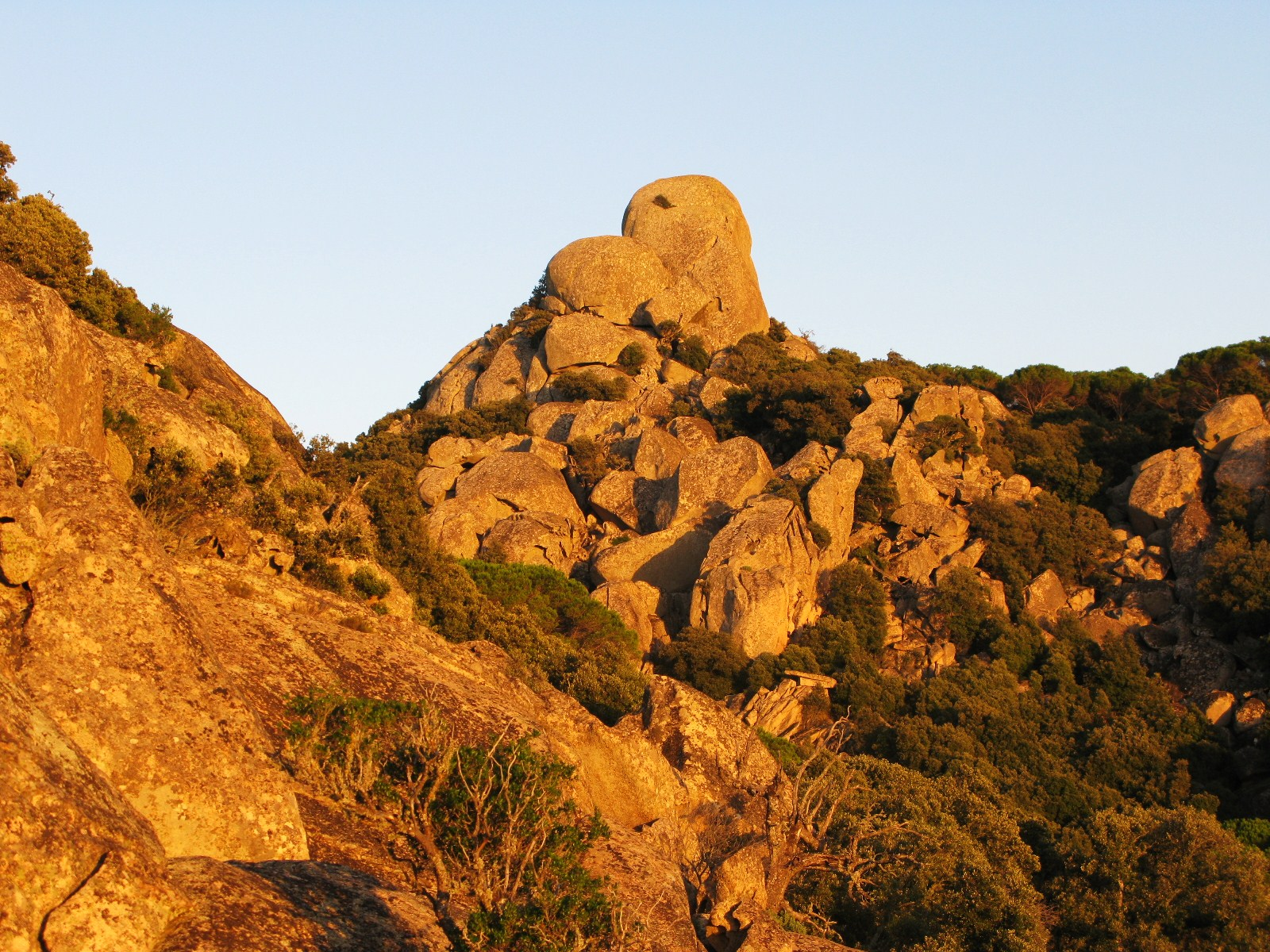
M. Ortobene - punta pala 'e casteddu

La vegetazione dell'Ortobene è principalmente formata da querce (lecci), ma non mancano pini, roverelle, ginepri rossi, cisti, olivastri, filliree, lentischi, ginestre, agrifogli, corbezzoli, lavanda, ciclamini, e orchidee spontanee. Inoltre vicino alle sorgenti, si può trovare anche la felce Cystopteris dickieana.

## Fauna
Il monte è ricco di fauna selvatica:
- Animali terrestri: cinghiale sardo, donnola, martora, quercino, volpe sarda, lepre
- Volatili: pernice sarda, picchio rosso maggiore, picchio rosso minore, cinciarella, ghiandaia di Sardegna, passero solitario, colombaccio, magnanina sarda, astore, sparviero, gheppio, poiana, falco pellegrino, aquila reale

## Architettura
In cima alla montagna sono presenti due chiese campestri. la prima, risalente al 26 aprile 1608, è dedicata alla Madonna del Monte Nero, fondata dai fratelli Pietro Paolo, Giovanni Angelo e Melchiorre Pirella. La seconda, risalente agli anni Cinquanta del Novecento, è dedicata a San Giovanni Gualberto, patrono dei forestali. Alle pendici della montagna, in località Goine, sorge la chiesa di Nostra Signora di Valverde, fondata nel 1685 da Nicolosa Manca Dejana. Non distante da questa, permangono i ruderi delle chiese di Sa Itria (Vergine d'Odigitria) e di Santu Jacu (San Giacomo). Nonostante le teorie che vorrebbero queste due chiese appartenenti al villaggio medievale di Gultudolfe, situato nel saltus di Girifai, oggetto della secatura de rennu fatta dal giudice di Gallura Costantino III de Lacon-Gunale (1146-1170) in favore del monastero di San Felice di Vada (Rosignano Marittimo) e San Giovanni di Ossililli o Sulille (non localizzato), diversi studi (alcuni recenti) hanno dimostrato che il saltus in questione era localizzato tra Loculi e Irgoli.